# Pływanie na Letnich Igrzyskach Olimpijskich 1976 – 200 m stylem klasycznym mężczyzn
200 m stylem klasycznym mężczyzn – jedna z konkurencji pływackich rozgrywanych podczas XXI Igrzysk Olimpijskich w Montrealu. Eliminacje i finał miały miejsce 24 lipca 1976 roku.
Złoty medal zdobył Brytyjczyk David Wilkie, który ustanowił nowy rekord świata (2:15,11). Srebrny medal wywalczył broniący tytułu mistrza olimpijskiego Amerykanin John Hencken (2:17,26; rekord Ameryki). Brąz przypadł jego rodakowi Rickowi Colleli (2:19,20).

## Rekordy
Przed zawodami rekord świata i rekord olimpijski wyglądały następująco:
| Rekord            | Zawodnik     | Czas    | Miejsce   | Data            |
| ----------------- | ------------ | ------- | --------- | --------------- |
| Rekord świata     | John Hencken | 2:18,21 | Concord   | 1 września 1974 |
| Rekord olimpijski | John Hencken | 2:21,55 | Monachium | 2 września 1972 |

W trakcie zawodów ustanowiono następujące rekordy:
| Data     | Etap konkurencji      | Zawodnik     | Czas    | Rekord |
| -------- | --------------------- | ------------ | ------- | ------ |
| 24 lipca | wyścig eliminacyjny 2 | Rick Collela | 2:21,08 | OR     |
| 24 lipca | wyścig eliminacyjny 4 | David Wilkie | 2:18,29 | OR     |
| 24 lipca | finał                 | David Wilkie | 2:15,11 | ,      |

## Wyniki

### Eliminacje
| Miejsce | Wyścig | Zawodnik             | Państwo           | Czas      | Uwagi |
| ------- | ------ | -------------------- | ----------------- | --------- | ----- |
| 1.      | 4      | David Wilkie         | Wielka Brytania   | 2:18,29   | Q,    |
| 2.      | 2      | Rick Colella         | Stany Zjednoczone | 2:21,08   | Q     |
| 3.      | 3      | John Hencken         | Stany Zjednoczone | 2:21,23   | Q     |
| 4.      | 4      | Charles Keating      | Stany Zjednoczone | 2:22,22   | Q     |
| 5.      | 1      | Graham Smith         | Kanada            | 2:22,24   | Q     |
| 6.      | 1      | Arvydas Juozaitis    | ZSRR              | 2:22,59   | Q     |
| 7.      | 2      | Nikołaj Pankin       | ZSRR              | 2:22,82   | Q     |
| 8.      | 3      | Walter Kusch         | RFN               | 2:22,95   | Q     |
| 9.      | 4      | Aigars Kudis         | ZSRR              | 2:23,45   |       |
| 10.     | 4      | Ove Wisløff          | Norwegia          | 2:23,49   | NR    |
| 11.     | 2      | Giorgio Lalle        | Włochy            | 2:23,63   |       |
| 12.     | 3      | Nobutaka Taguchi     | Japonia           | 2:24,12   |       |
| 13.     | 1      | Anders Norling       | Szwecja           | 2:24,61   |       |
| 14.     | 1      | Peter Lang           | RFN               | 2:24,96   |       |
| 15.     | 3      | Dave Heinbuch        | Kanada            | 2:25,29   |       |
| 16.     | 2      | David Leigh          | Wielka Brytania   | 2:25,58   |       |
| 17.     | 3      | Steffen Kriechbaum   | Austria           | 2:25,73   |       |
| 18.     | 1      | Tuomo Kerola         | Finlandia         | 2:25,87   |       |
| 19      | 2      | Tateki Shinya        | Japonia           | 2:26,16   |       |
| 20.     | 4      | Orlando Catinchi     | Portoryko         | 2:26,27   |       |
| 21.     | 4      | Cezary Śmiglak       | Polska            | 2:27,41   |       |
| 22.     | 3      | Paul Jarvie          | Australia         | 2:30,15   |       |
| 23.     | 2      | Gustavo Lozano       | Meksyk            | 2:31,89   |       |
| 24.     | 4      | Zdravko Divjak       | Jugosławia        | 2:34,07   |       |
| 25.     | 1      | Julio Abreu          | Paragwaj          | 2:35,22   |       |
| 26.     | 3      | Henrique Vicêncio    | Portugalia        | 2:41,97   |       |
| 27 !    | 1      | Sérgio Pinto Ribeiro | Brazylia          | 9:99,99 ! | DSQ   |
| 27 !    | 2      | Carlos Nazario       | Portoryko         | 9:99,99 ! | DSQ   |
| 27 !    | 4      | Paul Naisby          | Wielka Brytania   | 9:99,99 ! | DSQ   |

### Finał
| Miejsce | Zawodnik          | Państwo           | Czas    | Uwagi |
| ------- | ----------------- | ----------------- | ------- | ----- |
| 1 !     | David Wilkie      | Wielka Brytania   | 2:15,11 | WR    |
| 2 !     | John Hencken      | Stany Zjednoczone | 2:17,26 | AM    |
| 3 !     | Rick Colella      | Stany Zjednoczone | 2:19,20 |       |
| 4.      | Graham Smith      | Kanada            | 2:19,42 | NR    |
| 5.      | Charles Keating   | Stany Zjednoczone | 2:20,79 |       |
| 6.      | Arvydas Juozaitis | ZSRR              | 2:21,87 |       |
| 7.      | Nikołaj Pankin    | ZSRR              | 2:22,21 |       |
| 8.      | Walter Kusch      | RFN               | 2:22,36 | NR    |